# Muzeum Historii Starożytnych Igrzysk Olimpijskich
Muzeum Historii Starożytnych Igrzysk Olimpijskich (nowogr. Μουσείο της Ιστορίας των Ολυμπιακών Αγώνων της Αρχαιότητας, Mouseío Istorías ton Olympiakón Agónon tis Archaiótitas) – muzeum archeologiczne w Olimpii poświęcone historii starożytnych igrzysk olimpijskich. Jego zbiory obejmują 463 eksponaty z okresu od 2000 p.n.e. do V w. n.e. związane ze sportem i starożytnymi igrzyskami.

## Historia
Muzeum mieści się w dawnym gmachu Muzeum Archeologicznego w Olimpii, tzw. „Syngrejonie”. Budynek ten, sfinansowany przez greckiego bankiera i filantropa Andreasa Syngrosa (1831–1899), został wzniesiony w 1888 roku z zamiarem prezentacji w nim znalezisk ze stanowiska archeologicznego w Olimpii. Projekt gmachu w stylu neoklasycznym sporządzili niemieccy architekci-archeolodzy – Friedrich Adler (1827–1908) i Wilhelm Dörpfeld (1853–1940) – którzy uczestniczyli w niemieckiej ekspedycji archeologicznej w Olimpii w latach 70. XIX wieku.
W 1954 roku gmach został mocno uszkodzony podczas trzęsienia ziemi i pozostawał zamknięty. Wobec coraz większej liczby artefaktów znajdowanych w Olimpii podjęto decyzję o budowie nowej siedziby dla muzeum archeologicznego. „Syngrejon” stał się magazynem.
W latach 80. XX wieku rozpoczęto remont budynku, który przyspieszono w 1999 roku, by zdążyć na otwarcie Letnich Igrzysk Olimpijskich w Atenach w 2004. Jednocześnie różne zespoły badawcze powołane przy Ministerstwie Kultury opracowywały projekt działalności muzeum historii starożytnych igrzysk olimpijskich. Muzeum Historii Starożytnych Igrzysk Olimpijskich otwarto 24 marca 2004 roku.

## Wystawa stała
Złożona z 14 modułów wystawa stała opowiada historię starożytnego sportu od jego mitycznych początków w Grecji.  
Zbiory muzeum obejmują 463 artefakty z okresu od 2000 p.n.e. do V w. n.e. związane ze starożytnym sportem i igrzyskami olimpijskimi, a także innymi igrzyskami panhelleńskimi, znalezione w Olimpii i w innych miejscach w Grecji.
Wśród przedmiotów prezentowanych w muzeum znajdują się m.in.: starożytny sprzęt sportowy (dyski, hantle), akcesoria sportowców (np. strigil do czyszczenia ciała), ceramika minojska i mykeńska z przedstawieniami igrzysk i sportowców (np. aryballos), figurki sportowców (bokserów i zapaśników), dary wotywne, inskrypcje z posagów w Olimpii i dary wotywne.  

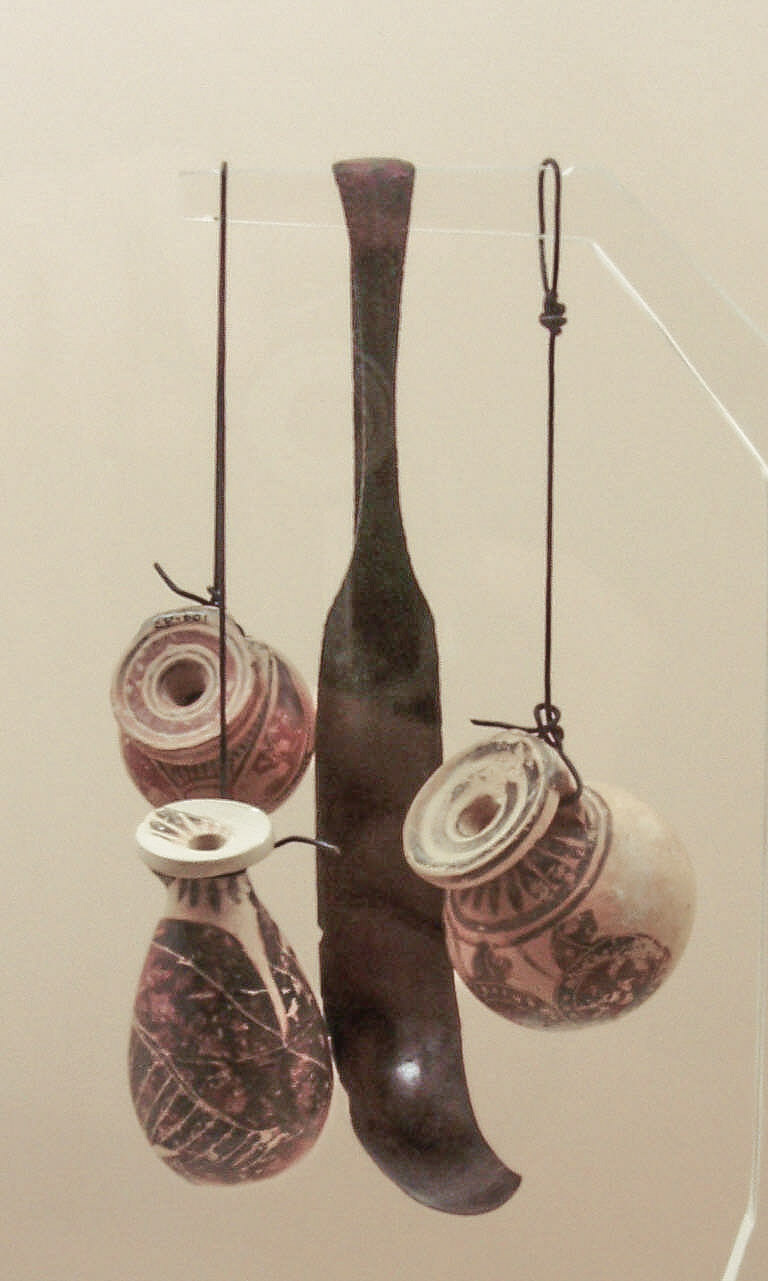
Strigil i pojemniki na oliwę do ciała, Muzeum Historii Starożytnych Igrzysk Olimpijskich w Olimpii
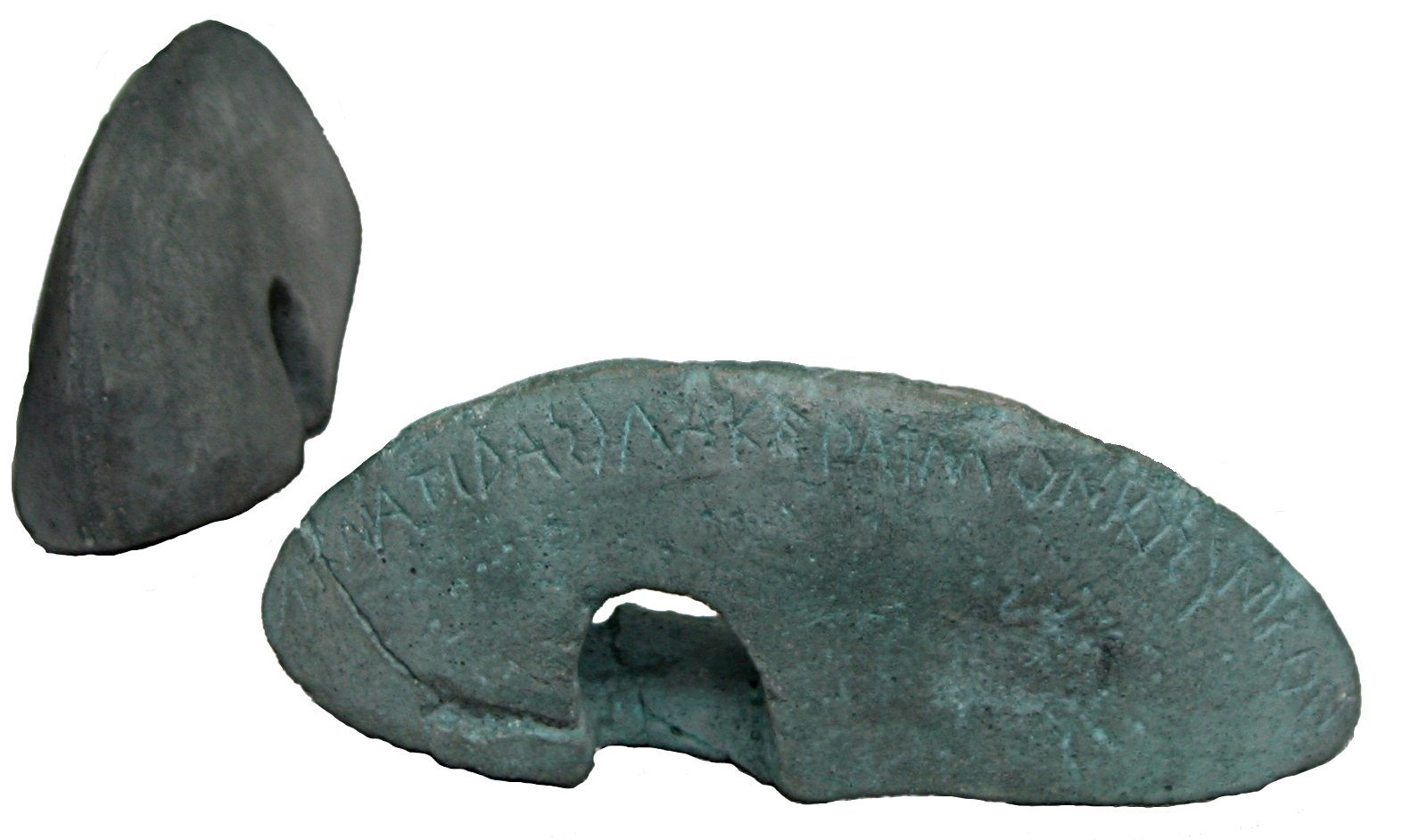
Hantle złożone w darze Zeusowi przez Akmatidasa ze Sparty za pięć odniesionych zwycięstw z rzędu, ok. 550–525 p.n.e., Muzeum Historii Starożytnych Igrzysk Olimpijskich w Olimpii
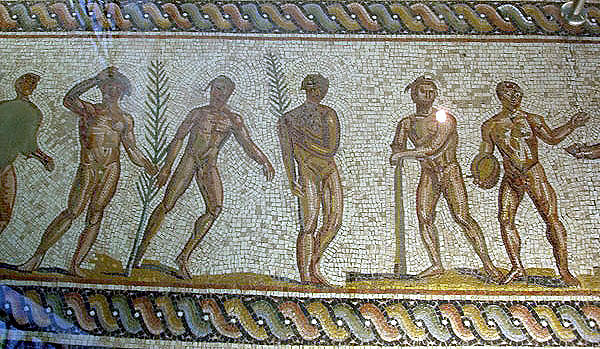
Mozaika przedstawiająca sportowców, Muzeum Historii Starożytnych Igrzysk Olimpijskich w Olimpii